# Akira Kudō
Akira Kudō (工藤 章, Kudō Akira) est un lutteur japonais spécialiste de la lutte libre né le 1er janvier 1954.

## Biographie
Lors des Jeux olympiques d'été de 1976, il remporte la médaille de bronze en combattant dans la catégorie des -48 kg.